# Gerd Biegel
Gerd Biegel (* 26. Mai 1947 in Mannheim) ist ein deutscher Historiker. Er war Direktor des Braunschweigischen Landesmuseums und ist Gründungsdirektor des Instituts für Braunschweigische Regionalgeschichte an der Technischen Universität Braunschweig.

## Leben und Wirken
Gerd Biegel studierte nach dem Abitur von 1967 bis 1972 Geschichte, Germanistik, Ur- und Frühgeschichte, Archäologie und Kunstgeschichte an der Universität zu Köln und schloss 1972 mit dem M.A. ab. Anschließend war er Wissenschaftlicher Mitarbeiter am Institut für Altertumskunde der Universität Köln und bis 1979 Wissenschaftlicher Referent und Leiter des Münzkabinetts bei den Historischen Museen der Stadt Köln.
Am 15. Mai 1979 übernahm er die Stelle des Direktors am Museum für Ur- und Frühgeschichte der Stadt Freiburg im Breisgau. Daneben besetzte er ab 1980 das Amt des Kulturreferenten der Stadt. Am 1. August 1986 trat Biegel in Nachfolge von Rolf Hagen die Direktorenstelle am Braunschweigischen Landesmuseum an, die er bis Ende 2008 innehatte. In seiner Zeit am Braunschweigischen Landesmuseum fanden dort die Niedersächsische Landesausstellung Heinrich der Löwe und seine Zeit (1995) und die Ausstellung Troia – Traum und Wirklichkeit (2001) statt.
Am 1. Januar 2009 wurde er zum Direktor des neu gegründeten Instituts für Braunschweigische Regionalgeschichte an der TU ernannt. Schwerpunkt seiner Forschungen und Veröffentlichungen ist die braunschweigische Landesgeschichte.
Gerd Biegel ist Präsident der Internationalen Raabe-Gesellschaft e. V.
und Präsident im Verein Rettung Schloss Blankenburg e. V.

## Auszeichnungen
- 2002 wurde ihm die Ehrendoktorwürde der geisteswissenschaftlichen Fakultät der TU Braunschweig verliehen.[4]
- 2007 der Titel des Honorarprofessors der Carl Friedrich Gauß Fakultät der TU Braunschweig.[5]

## Schriften (Auswahl)
- (Red.): Das neue Bild der alten Welt. Archäologische Bodendenkmalpflege und archäologische Ausgrabungen in der Bundesrepublik Deutschland von 1945–1975 (= Kölner Römer-Illustrierte, Band 2). Römisch-Germanisches Museum, Köln 1975.
- Erlebte Geschichte. Streifzüge durch die Ur- und Frühgeschichte um Ober- u. Hochrhein, Rombach, Freiburg im Breisgau 1985, ISBN 3-7930-0491-0.
- mit Wolf-Dieter Steinmetz: Das Braunschweiger Land (= Führer zu archäologischen Denkmälern in Deutschland. Band 34). Theiss, Stuttgart 1997, ISBN 3-8062-1308-9.
- mit Michael Graetz: Judentum zwischen Tradition und Moderne (= Schriften der Hochschule für Jüdische Studien Heidelberg. Band 2). Winter, Heidelberg 2002, ISBN 3-8253-1266-6.
- Von der Raabe-Gedächtnisstätte zum Raabe-Haus. Braunschweiger Erinnerungskultur im Wandel der Geschichte (= Braunschweiger Museumsvorträge. Heft 6). BLM, Braunschweigisches Landesmuseum, Braunschweig 2004, ISBN 3-9279-3972-2.
- mit Karin Reich: Carl Friedrich Gauß. Genie aus Braunschweig – Professor in Göttingen. Meyer, Braunschweig 2005, ISBN 3-9267-0163-3.
- Wilhelm Raabe, das zeichnerische Werk. Olms, Hildesheim 2010, ISBN 978-3-487-14332-3.